# Leonardo Pisculichi
Leonardo Nicolás Pisculichi est un ancien footballeur argentin, né le 18 janvier 1984 à Rafael Castillo. Il jouait au poste de milieu offensif.

## Biographie
Pisculichi commence sa carrière avec l'Argentinos Juniors, et fait ses débuts en première division le 20 février 2002 contre Atlético Talleres. Il signe au RCD Mallorca le 4 janvier 2006. Ses débuts avec son nouveau club sont très prometteurs, car il inscrit trois buts lors de ses cinq premiers matchs, y compris le but égaliseur sur penalty contre le Real Madrid, le 26 février 2006, qui permet le triomphe de son équipe à domicile (2-1).
Toutefois, Pisculichi tombe progressivement en disgrâce dans les Îles Baléares, le 30 novembre 2006, il est transféré à Al-Arabi SC à Doha, au Qatar pour 3,6 M €.
Il quitte le Qatar en 2012 et rejoint le championnat chinois. Après une saison en Chine, il retourne en décembre 2013 en Argentine, rejoignant Argentinos Juniors.

## Palmarès
- Copa Sudamericana : 2014.
- Copa Libertadores 2015